# カワアカメ
カワアカメ（川赤目、英:Barbel chub、中:赤眼鳟、学名:Squaliobarbus curriculus ）は、コイ目コイ科クセノキプリス亜科に属する淡水魚。カワアカメ属 Squaliobarbus は単型である。分子系統解析によってガンユイ Elopichthys bambusa と近縁であることが判明した。

## 名称
和名と中国名は、目の虹彩部分が鮮やかな赤色であることに由来する。スズキ目のアカメとは無関係である。

## 分布
ロシア(アムール川水系)から中華人民共和国、朝鮮半島、ベトナムにかけて分布する。

## 形態
体形は細長くやや側偏し、ソウギョに似る。体の背面は緑灰色、下面は銀白色。各鰭は淡灰色で、胸鰭と腹鰭は黄色みを帯びる。頭部は全体的に強い金色光沢を有し、横に幅広い。口角部に1対のごく短い口ひげがある。鱗は黒色に縁取られ、体表面に重なって網目状の模様を作る。

## 生態
流れの緩やかな大河川や湖沼に生息する。底層を単独で遊泳し、藻類や水草などの植物質を中心に水生昆虫、貝類、小魚なども食べる雑食性である。生後2年で性成熟に達する。繁殖期は5月~8月で、群れをなして支流に遡上し、岸辺の水生植物帯や浅い砂地で産卵する。卵は薄い緑色で、浮遊性をもたず、粘着性である。

## 人間との関係
肉質はソウギョに近く、中国では青海省やチベットなどの内陸部を除き、食用魚として一般的である。